# Hedroxena barbara
Hedroxena barbara är en fjärilsart som beskrevs av Edward Meyrick 1924. Hedroxena barbara ingår i släktet Hedroxena och familjen fransmalar. Inga underarter finns listade i Catalogue of Life.